# Aglio Bianco Polesano
L'Aglio Bianco Polesano (ail blanc du Polésine) est une appellation qui désigne une production traditionnelle d'ail de la région du Polésine en Vénétie (Italie).
Cette production bénéficie depuis le 30 novembre 2009 du label européen AOP « Aglio Bianco Polesano ».
L'organisme de promotion et de gestion de l'appellation est le Consorzio di Tutela dell'Aglio Bianco Polesano DOP (Consortium de protection de l'Ail blanc du Polésine).

## Caractéristiques du produit
L'appellation « Aglio Bianco Polesano » présente des bulbes de forme arrondie régulière et compacte, légèrement aplatis à la base. Les bulbes doivent avoir une taille minimum de 45 mm en catégorie « Extra » et 30 mm en catégorie « Prima ». Leur couleur est d'un blanc brillant uniforme sans traces de striures d'une autre couleur. Les caïeux, en nombre variable, sont parfaitement unis entre eux, avec une courbure caractéristique de la partie externe, avec des tuniques rosées dans la partie concave et blanches dans la partie convexe.
Les plantes cultivées pour l"appellation appartiennent à des écotypes locaux 'Bianco Polesano' et à la variété 'Avorio' qui a été sélectionnée à partir de ces derniers.

## Aire géographique
L'aire géographique de production de l'« Aglio Bianco Polesano » couvre le territoire de 29 communes de la province de Rovigo, région de Vénétie :
- Adria, Arquà Polesine, Bosaro, Canaro, Canda, Castelguglielmo, Ceregnano, Costa di Rovigo, Crespino, Fiesso Umbertiano, Frassinelle Polesine, Fratta Polesine, Gavello, Guarda Veneta, Lendinara, Lusia, Occhiobello, Papozze, Pettorazza Grimani, Pincara, Polesella, Pontecchio Polesine, Rovigo, San Bellino, San Martino di Venezze, Villadose, Villamarzana, Villanova del Ghebbo, Villanova Marchesana.

## Fête
Depuis 2008, une fête provinciale de l'« Aglio Bianco Polesino » se tient en juillet à Arquà Polesine, commune située au centre de la zone de culture de l'ail blanc du Polésine.